# Yasso
Yasso est une commune du Mali, dans le cercle de Tominian et la région de Ségou.
Située au sud de Tominian, Yasso est aux environs de 22 km de celui-ci. Ce village est habité essentiellement de Bobos. L'activité principale des Yassois est l'agriculture mais certains pratique l’élevage. Depuis les temps anciens les traditions de ce village demeurent importantes.